# Джеймс Боррего
Джеймс Боррего (англ. James Borrego; нар. 12 листопада 1977) — американський баскетбольний тренер.

## Кар'єра гравця
Боррего грав три сезони за «Сан-Дієго Торерос», і протягом сезону старшокурсника (2000-01) був призначений до складу команди All-Academic конференції Західного узбережжя.

## Тренерська кар'єра
Боррего розпочав тренерську кар'єру у своєму альма-матер, університеті Сан-Дієго, на посаді асистента головного тренера, пробувши на цій посаді з 2001 по 2003 роки. За час свого перебування в Сан-Дієго виграв чемпіонат Західного узбережжя і завоював поїздку на турнір NCAA у сезоні 2002—2003.
Після свого тренерського перебування в «Торерос» Боррего в 2003 році розпочав свою кар'єру в професійному баскетболі з «Сан-Антоніо Сперс», починаючи з асистента відеокоординатора влітку 2003 року, а потім отримавши посаду помічника тренера. Він провів сім сезонів зі «шпорами», будучи частиною двох чемпіонських команд, що здобули трофей НБА в 2005 і 2007 роках, перш ніж залишити команду, щоб приєднатися до колишнього помічника тренера «шпор» Монті Вільямса, коли він працював головним тренером в «Нью-Орлінс Горнетс» з 2010 по 2012 рік.
Потім він приєднався до Жака Вона на посаді головного асистента «Орландо Меджик». Він взяв на себе керівництво «Меджик», коли Вона звільнили 5 лютого 2015 року. 6 лютого він дебютував як головний тренер проти «Лос-Анджелес Лейкерс», вигравши 103–97 в овертаймі. 17 лютого він став тренером команди до кінця сезону.
17 червня 2015 року він повернувся до «Шпор» як помічник тренера Грегга Поповича.
10 травня 2018 року «Шарлотт Горнетс» призначили Боррего своїм новим головним тренером, підписавши з ним чотирирічну угоду. Боррего став першим головним тренером-латиноамериканцем за 72-річну історію НБА.

## Особисте життя
Народившись і вирісши в Альбукерке, штат Нью-Мексико, Боррего привів Академію Альбукерке до двох чемпіонств штату. У 2001 році він здобув ступінь бакалавра англійської мови та ступінь магістра в галузі лідерства в Університеті Сан-Дієго. У нього з дружиною є дочка та двоє синів.

## Статистика
| Команда | Сезон   | G   | W  | L   | W–L% | Місце                                 | PG | PW | PL | PW–L% | Результат                     |
| ------- | ------- | --- | -- | --- | ---- | ------------------------------------- | -- | -- | -- | ----- | ----------------------------- |
| Орландо | 2014–15 | 30  | 10 | 20  | .333 | 5 місце у Південно-Східному дивізіоні | —  | —  | —  | —     | Не кваліфікувався до плей-офф |
| Шарлотт | 2018–19 | 82  | 39 | 43  | .476 | 2 місце у Південно-Східному дивізіоні | —  | —  | —  | —     | Не кваліфікувався до плей-офф |
| Шарлотт | 2019–20 | 65  | 23 | 42  | .354 | 4 місце у Південно-Східному дивізіоні | —  | —  | —  | —     | Не кваліфікувався до плей-офф |
| Кар'єра | Кар'єра | 177 | 72 | 105 | .407 |                                       | —  | —  | —  | —     |                               |